# Nechern
Nechern (górnołuż. Njechorń) – dzielnica niemieckiego miasta Weißenberg, w kraju związkowym Saksonia, w okręgu administracyjnym Drezno, w powiecie Budziszyn.
Leży na obszarze protestanckich Łużyc Górnych, oddalona o ok. 13 km od Budziszyna (niem. Bautzen).

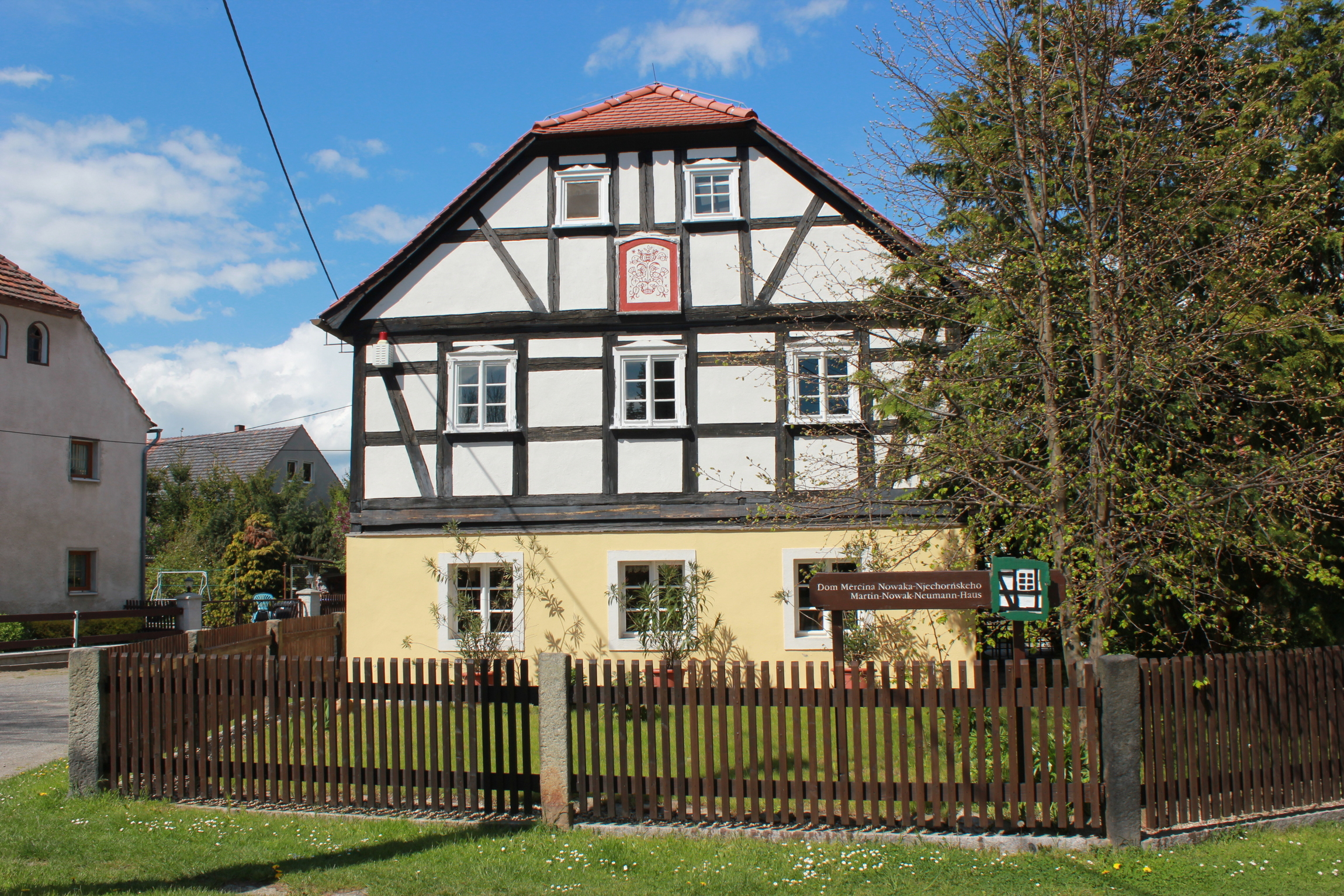
Dom narodzin Měrćina Nowaka-Njechorńskiego

W Nechern mieszkał i tworzył nieżyjący już łużycki malarz i pisarz Měrćin Nowak-Njechorński. W jego rodzinnym domu znajduje się muzeum.